# Выборг (вставка постоянного тока)
Выборгский преобразовательный комплекс — единственная в России вставка постоянного тока. Была построена для экспорта электроэнергии из СССР в Финляндию. Введен в эксплуатацию 15 декабря 1980 года.
Выборгский преобразовательный комплекс позволяет передавать 10-11 млрд кВт⋅ч в год на финские подстанции Юлликкяля и Кюми.

## Описание
Передачу электроэнергии постоянным током выбрали по экономическим соображениям. Если бы использовалась обычная линия с переменным током, электрические системы СССР и Финляндии было бы необходимо синхронизировать. Затраты на синхронизацию превысили бы экономический эффект от экспорта.
Линия электропередач соединяет подстанции Выборгская (400 кВ) с подстанциями Юлликкяля и Кюми (400 кВ). От ПС Каменногорская (г. Каменногорск) проложена ВЛ-330 кВ (W1D и W2D) до ПС Выборгская (пос. Перово), где переменный ток 330 кВ преобразуется в постоянный ток двухполюсной линии-вставки +/- 85 кВ (длиной порядка 200 м в пределах подстанции). На другом конце вставки постоянный ток инвертируется в переменный напряжением 400 кВ и уходит к потребителям в Финляндии. К трансформаторам, соединяющим высоковольтные линии с плечами выпрямителей и инверторов, добавлены обмотки 35 кВ, через которые подключены фильтры высших гармоник. Также на обеих сторонах подстанции к высоковольтным линиям подключены компенсаторы реактивной мощности: два по 100 МВАр на стороне 330 кВ, два по 160 МВАр на стороне 400 кВ.

### Комплектные преобразовательные устройства
Станция состоит из 4 независимых тиристорных преобразовательных блоков, работающих на постоянном напряжении +/- 85 кВ. Мощность каждого блока — 355 МВт. На данный момент передаваемая мощность составляет 1400 МВт, что делает вставку примерно средней по мощности в мире (есть более мощные вставки в других странах по состоянию на 2024 год)..
| Дата         | Участок           | Суммарная мощность |
| ------------ | ----------------- | ------------------ |
| Декабрь 1981 | Первая очередь    | 355 МВт            |
| Осень 1982   | Вторая очередь    | 710 МВт            |
| Лето 1984    | Третья очередь    | 1065 МВт           |
|              | Четвёртая очередь | 1420 МВт           |

В 2010—2011 году проводилась модернизация одного из блоков (КВПУ-4) для организации двухсторонней передачи. До этого на всех блоках управление отбором мощности осуществлялось только на «финской» стороне. В сентябре 2013 года состоялся пробный переток энергии из Финляндии в Россию объемом 2700 МВт*ч. При необходимости (избытки гидрогенерации в «полноводные» годы) Россия сможет покупать у Финляндии до 350 МВт электроэнергии.
Начало коммерческого перетока электроэнергии из финляндской энергосистемы в российскую ожидается в середине июня 2015 года.